# Hühnereiweißallergie
Die Hühnereiproteinallergie ist eine Nahrungsmittelallergie, als deren hauptsächliche Auslöser Ovomukoid (als wichtigstes Allergen), Ovalbumin, Ovotransferrin und Lysozyme verantwortlich zu machen sind. Dies sind die wichtigsten im Hühnerei enthaltenen Hühnereiallergene.

## Ursachen, Häufigkeit
Die Prävalenz einer Hühnereiproteinallergie wird sehr unterschiedlich angegeben. In Südkorea dürfte sie die häufigste Form einer Allergie gegen Nahrungsmittel sein. In Deutschland liegt nach der HEAP-Studie die Prävalenz bei Kindern bei 4,3 % (gesichert durch eine Doppel-blind, randomisierte, placebo-kontrollierte Nahrungsmittelprovokation).
Bei 35 % der Kinder mit Nahrungsmittelallergien sowie der Kinder mit einer atopischen Dermatitis könnte sie ein entscheidender Auslöser sein (Crespo u. a. 1995, Resano u. a. 1998). Die Häufigkeit bei nahrungsmittelallergischen Erwachsenen wird mit zwölf Prozent angegeben. In einer französischen Arbeit aus dem Jahre 1995 wurden Eier in 11,6 % als Ursache für durch Nahrungsaufnahme ausgelöste anaphylaktische Schocks ausgemacht.

## Allergie und Impfung
Von klinischer Bedeutung ist nur die manifeste Hühnereiproteinallergie bei verschiedenen Impfungen, die mit Impfstoffen auf Basis von Hühnerembryonen erfolgen. Generell muss aber gesagt werden, dass mit Ausnahme des Gelbfieberimpfstoffes und den in Hühnerembryonen produzierten Grippeimpfstoffen aufgrund der darin enthaltenen geringen, nicht allergisierenden Mengen an Hühnereiweiß derzeit auch schwerwiegende urtikarielle Hautausschläge nach dem Genuss von Hühnereiern oder Hühnerfleisch in der Vorgeschichte keinen generellen Ausschlussgrund für die heute üblichen Impfungen darstellen. Daher können Kinder mit bekannter Hühnereiweißallergie problem- und gefahrlos mit z. B. dem MMR-Impfstoff geimpft werden. Allenfalls bei Kindern mit klinisch sehr schwerer Hühnereiproteinallergie (z. B. anaphylaktischer Schock nach Genuss von geringsten Mengen von Hühnereieiweiß) wird empfohlen, die Impfung unter besonderen Schutzmaßnahmen und anschließender Beobachtung (ggf. im Krankenhaus) durchzuführen.
Bei Influenza-Impfstoffen besteht für Allergiker die Möglichkeit, auf Hühnereiweiß-freie Impfstoffe oder Impfstoffe mit weniger als 0,06 µg Hühnereiweiß/0,5 ml Dosis auszuweichen. Der Anteil an Ovalbumin ist seit 2016 auf ≤ 0,024 µg Ovalbumin/0,2 ml Dosis gesunken.
Da Hühnerembryonen bei der Herstellung von Impfstoffen verwendet werden und diese embryonalen Eiweiße sich von jenen der Hühnereier unterscheiden, ist das allergene Potential von in Impfstoffen enthaltenem Hühnereiprotein als gering einzustufen, da zudem auch Kreuzallergien selten sind.

## Therapie
Inzwischen wird darüber geforscht, Kinder mit Hühnereiproteinallergie mithilfe oraler Immuntherapie zu hyposensibilisieren. In einer Doppelblindstudie schlug die Behandlung bei drei Vierteln der Patienten an. Leider hielt nach Beenden der Therapiephase bei nur 11 von 29 Patienten der Therapieeffekt länger als 24 Monate an. Somit kann diese Therapieform zurzeit (noch) nicht allgemein empfohlen werden, da keine Standardprotokolle, keine Therapierichtlinien und insgesamt nur kleine Studien mit niedriger Evidenzqualität vorhanden sind.